# بیگ بیس لیک (پنسیلوانیا)
بیگ بیس لیک (به انگلیسی: Big Bass Lake) یک منطقهٔ مسکونی در ایالات متحده آمریکا است که در پنسیلوانیا واقع شده‌است. بیگ بیس لیک ۱٬۲۷۰ نفر جمعیت دارد.